# Bifuka, Hokkaidō
Bifuka (美深町 Bifuka-chō) là thị trấn thuộc huyện Nakagawa, phó tỉnh Kamikawa, Hokkaidō, Nhật Bản. Tính đến ngày 1 tháng 10 năm 2020, dân số ước tính thị trấn là 4.145 người và mật độ dân số là 6,2 người/km2. Tổng diện tích thị trấn là 672,14 km2.

## Địa lý

### Đô thị lân cận
- Phó tỉnh Kamikawa
  - Nayoro
  - Otoineppu
  - Nakagawa
  - Horokanai
- Phó tỉnh Okhotsk
  - Ōmu
- Phó tỉnh Sōya
  - Esashi

### Khí hậu
| Dữ liệu khí hậu của Bifuka, Hokkaidō    | Dữ liệu khí hậu của Bifuka, Hokkaidō | Dữ liệu khí hậu của Bifuka, Hokkaidō | Dữ liệu khí hậu của Bifuka, Hokkaidō | Dữ liệu khí hậu của Bifuka, Hokkaidō | Dữ liệu khí hậu của Bifuka, Hokkaidō | Dữ liệu khí hậu của Bifuka, Hokkaidō | Dữ liệu khí hậu của Bifuka, Hokkaidō | Dữ liệu khí hậu của Bifuka, Hokkaidō | Dữ liệu khí hậu của Bifuka, Hokkaidō | Dữ liệu khí hậu của Bifuka, Hokkaidō | Dữ liệu khí hậu của Bifuka, Hokkaidō | Dữ liệu khí hậu của Bifuka, Hokkaidō | Dữ liệu khí hậu của Bifuka, Hokkaidō |
| Tháng                                   | 1                                    | 2                                    | 3                                    | 4                                    | 5                                    | 6                                    | 7                                    | 8                                    | 9                                    | 10                                   | 11                                   | 12                                   | Năm                                  |
| --------------------------------------- | ------------------------------------ | ------------------------------------ | ------------------------------------ | ------------------------------------ | ------------------------------------ | ------------------------------------ | ------------------------------------ | ------------------------------------ | ------------------------------------ | ------------------------------------ | ------------------------------------ | ------------------------------------ | ------------------------------------ |
| Cao kỉ lục °C (°F)                      | 6.4 (43.5)                           | 9.9 (49.8)                           | 13.3 (55.9)                          | 26.7 (80.1)                          | 32.2 (90.0)                          | 34.0 (93.2)                          | 36.6 (97.9)                          | 35.9 (96.6)                          | 31.5 (88.7)                          | 25.7 (78.3)                          | 21.1 (70.0)                          | 9.8 (49.6)                           | 36.6 (97.9)                          |
| Trung bình ngày tối đa °C (°F)          | −4.1 (24.6)                          | −2.7 (27.1)                          | 2.0 (35.6)                           | 9.2 (48.6)                           | 17.4 (63.3)                          | 22.1 (71.8)                          | 25.5 (77.9)                          | 25.8 (78.4)                          | 21.4 (70.5)                          | 14.2 (57.6)                          | 5.3 (41.5)                           | −1.8 (28.8)                          | 11.2 (52.1)                          |
| Trung bình ngày °C (°F)                 | −8.6 (16.5)                          | −8.0 (17.6)                          | −3.0 (26.6)                          | 3.8 (38.8)                           | 10.7 (51.3)                          | 15.4 (59.7)                          | 19.4 (66.9)                          | 20.1 (68.2)                          | 15.4 (59.7)                          | 8.5 (47.3)                           | 1.5 (34.7)                           | −5.3 (22.5)                          | 5.8 (42.5)                           |
| Tối thiểu trung bình ngày °C (°F)       | −14.7 (5.5)                          | −15.0 (5.0)                          | −9.0 (15.8)                          | −1.6 (29.1)                          | 4.3 (39.7)                           | 9.6 (49.3)                           | 14.5 (58.1)                          | 15.5 (59.9)                          | 10.3 (50.5)                          | 3.4 (38.1)                           | −2.4 (27.7)                          | −10.0 (14.0)                         | 0.4 (32.7)                           |
| Thấp kỉ lục °C (°F)                     | −34.9 (−30.8)                        | −37.0 (−34.6)                        | −31.5 (−24.7)                        | −16.5 (2.3)                          | −4.3 (24.3)                          | −0.8 (30.6)                          | 3.3 (37.9)                           | 4.7 (40.5)                           | 0.6 (33.1)                           | −5.6 (21.9)                          | −19.6 (−3.3)                         | −28.3 (−18.9)                        | −37.0 (−34.6)                        |
| Lượng Giáng thủy trung bình mm (inches) | 81.0 (3.19)                          | 60.2 (2.37)                          | 60.2 (2.37)                          | 47.5 (1.87)                          | 60.1 (2.37)                          | 64.8 (2.55)                          | 121.1 (4.77)                         | 131.6 (5.18)                         | 136.2 (5.36)                         | 130.7 (5.15)                         | 139.2 (5.48)                         | 126.0 (4.96)                         | 1.158,6 (45.62)                      |
| Lượng tuyết rơi trung bình cm (inches)  | 200 (79)                             | 157 (62)                             | 138 (54)                             | 46 (18)                              | 0 (0)                                | 0 (0)                                | 0 (0)                                | 0 (0)                                | 0 (0)                                | 3 (1.2)                              | 111 (44)                             | 244 (96)                             | 899 (354.2)                          |
| Số ngày mưa trung bình                  | 19.4                                 | 15.8                                 | 15.6                                 | 11.2                                 | 10.7                                 | 8.8                                  | 10.3                                 | 11.1                                 | 13.3                                 | 16.9                                 | 20.8                                 | 23.7                                 | 177.6                                |
| Số ngày tuyết rơi trung bình            | 21.2                                 | 17.8                                 | 17.1                                 | 7.2                                  | 0                                    | 0                                    | 0                                    | 0                                    | 0                                    | 0.3                                  | 9.7                                  | 22.1                                 | 95.4                                 |
| Số giờ nắng trung bình tháng            | 42.5                                 | 66.3                                 | 108.4                                | 150.2                                | 181.1                                | 162.3                                | 148.5                                | 140.1                                | 134.7                                | 111.1                                | 48.1                                 | 26.5                                 | 1.319,8                              |
| Nguồn 1: Cục Khí tượng Nhật Bản         |                                      |                                      |                                      |                                      |                                      |                                      |                                      |                                      |                                      |                                      |                                      |                                      |                                      |
| Nguồn 2: Cục Khí tượng Nhật Bản         |                                      |                                      |                                      |                                      |                                      |                                      |                                      |                                      |                                      |                                      |                                      |                                      |                                      |